# Computervoeding

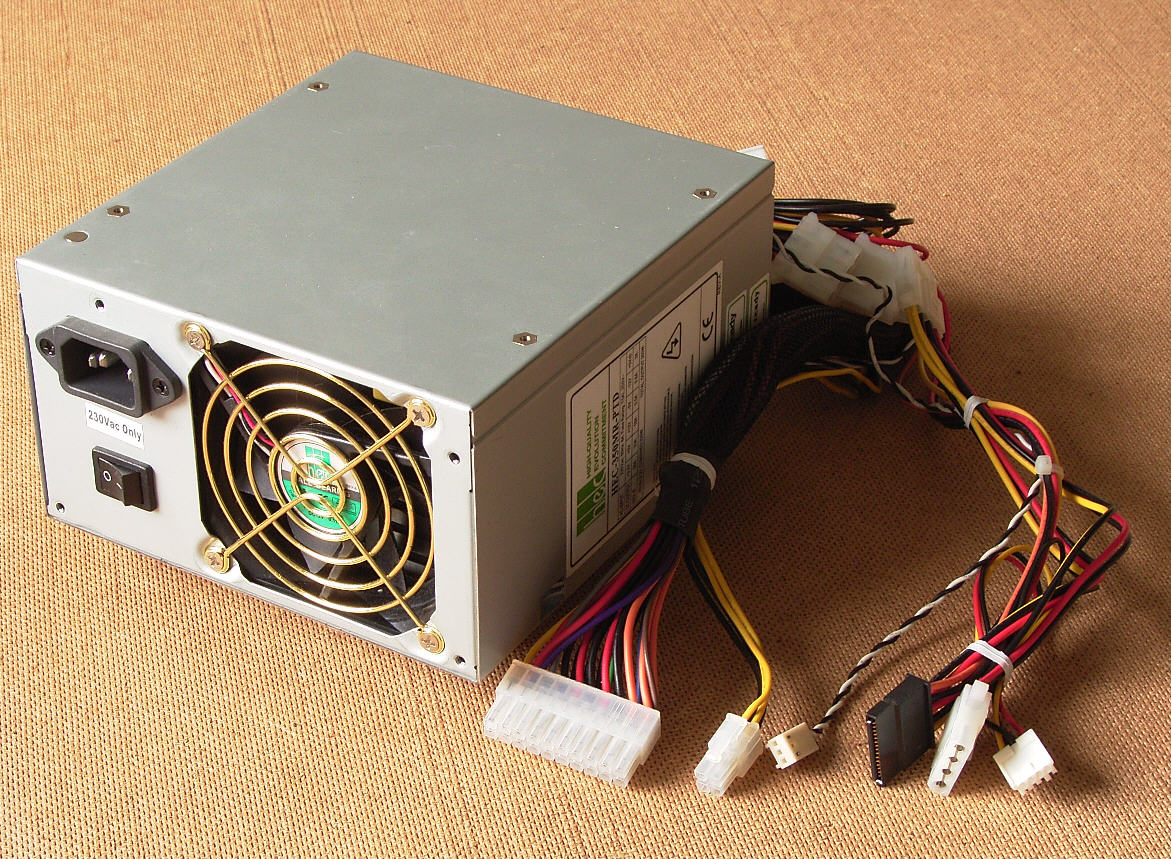
Een standaard ATX-voeding

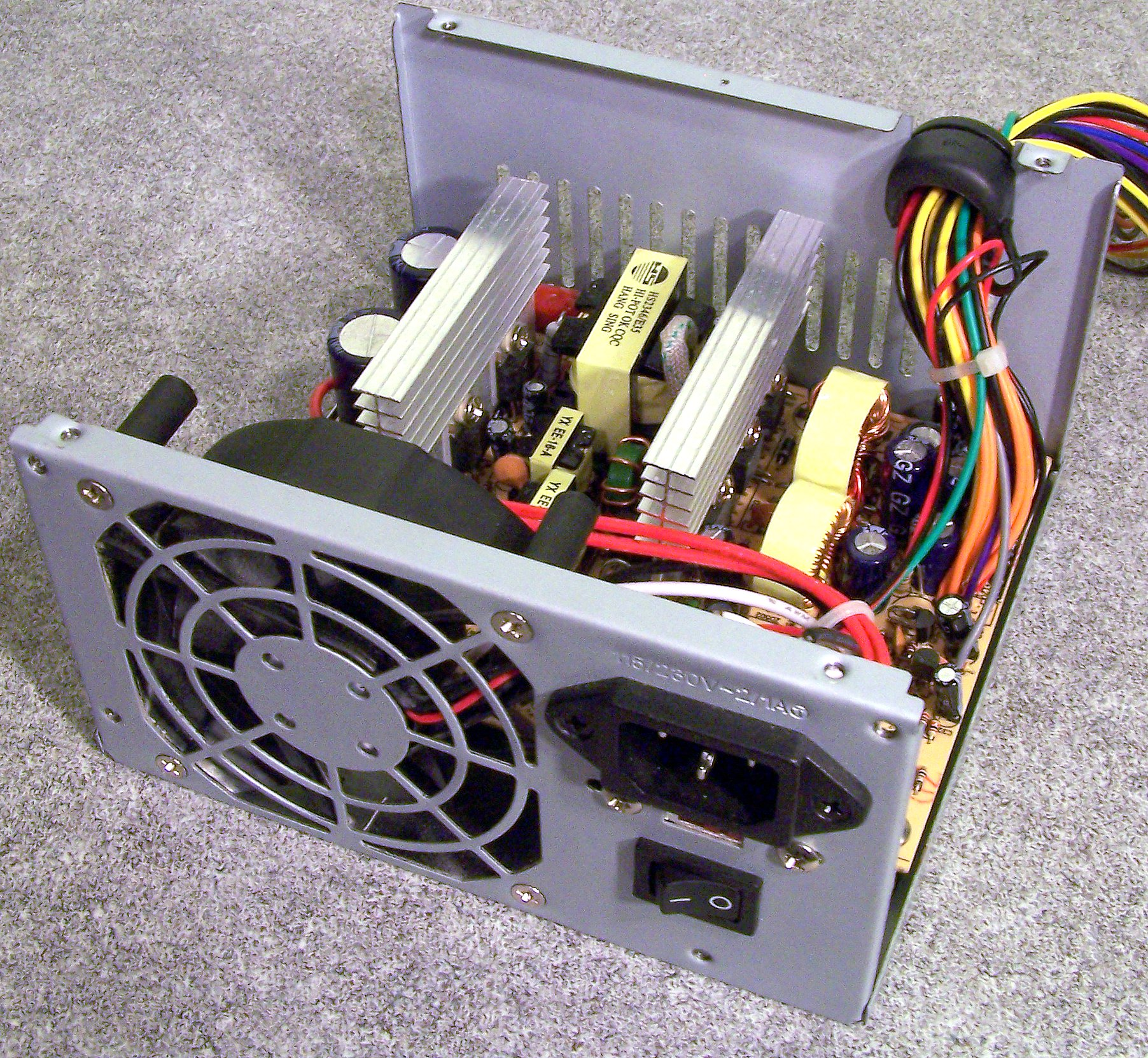
Een opengemaakte computervoeding

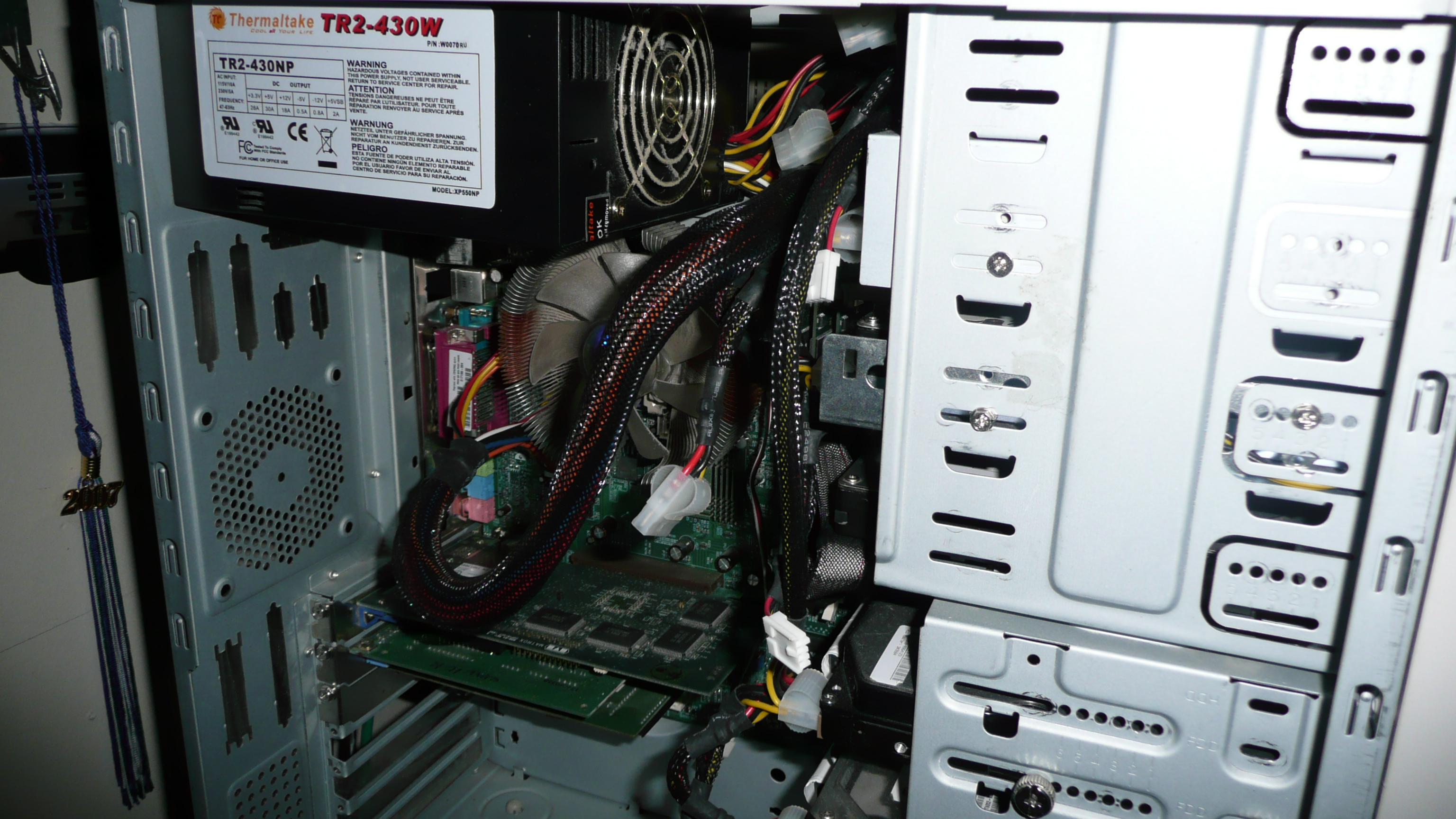
Een geïnstalleerde computervoeding, linksboven in de foto.

Een computervoeding is het onderdeel van een computer dat voorziet in de elektrische voeding om de interne onderdelen van een computer te laten werken.
De computervoeding zorgt dat de ingangsspanning (afkomstig van het lichtnet) geschikt is voor de verschillende onderdelen van de interne apparaten. Hierbij wordt de spanning getransformeerd naar een of meer lagere voltage(s), en indien van toepassing kan er een omzetting van wisselspanning naar gelijkspanning (of andersom) plaatsvinden.
Als de omvormingen niet in de computer zelf plaatsvinden maar in een los apparaatje, dan wordt dat laatste over het algemeen een adapter genoemd. Een voorbeeld hiervan is een losse adapter voor een laptopcomputer.

## Beschrijving
De computervoeding (ook wel PSU van het Engelse power supply unit) in een (personal) computer is een goed voorbeeld van een veelzijdige voeding. Zelf gevoed met wisselspanning, levert de PSU de noodzakelijke gelijkspanningen voor de diverse componenten van een computersysteem. Daarbij valt onder andere te denken aan het moederbord, de processor, het opslagmedium, de videokaart, randapparatuur en dergelijke. Het is belangrijk dat de PSU voldoende vermogen kan leveren voor alle apparaten die zich in het computersysteem bevinden.
De voeding van de personal computer heeft een bepaalde ontwikkeling doorgemaakt. Oudere voedingen zijn gebaseerd op de AT-standaard. Deze is ongeveer sinds de Pentium II vervangen door de ATX-standaard, die door de computer bestuurd kan worden. Daarnaast zijn er diverse beveiligingen toegevoegd, zoals tegen kortsluiting, overbelasting en oververhitting.

principe schakelschema van een computervoeding

Er zijn verschillende typen koeling voor een PSU; actief gekoelde, passief gekoelde en watergekoelde voedingen. Daarnaast zijn voedingen in verschillende vermogens beschikbaar. Anno 2020 hebben ze een vermogen vanaf 300 watt, oplopend tot wel 1500 watt. In de jaren 90 van de twintigste eeuw was een PSU van 150 watt een normaal verschijnsel, wat betekent dat het energieverbruik van computers is toegenomen. Vanaf de jaren 10 is er een trend naar kleinere systemen, waarbij het energieverbruik weer lager is. Deze systemen gebruiken echter doorgaans geen gestandaardiseerde PSU.
Een computervoeding moet vier elektrische spanningen leveren: +12 V, −12 V, +5 V en +3,3 V. De +12 en −12 V worden onder andere gebruikt voor het moederbord, de processor en de videokaart.
De ATX-standaard dateert nog uit de tijd dat de meeste 'ballast' lag op de +5 V, maar vanaf 2015 wordt de +12 V meer belast en dient een hoger vermogen te kunnen leveren.

## Levensduur

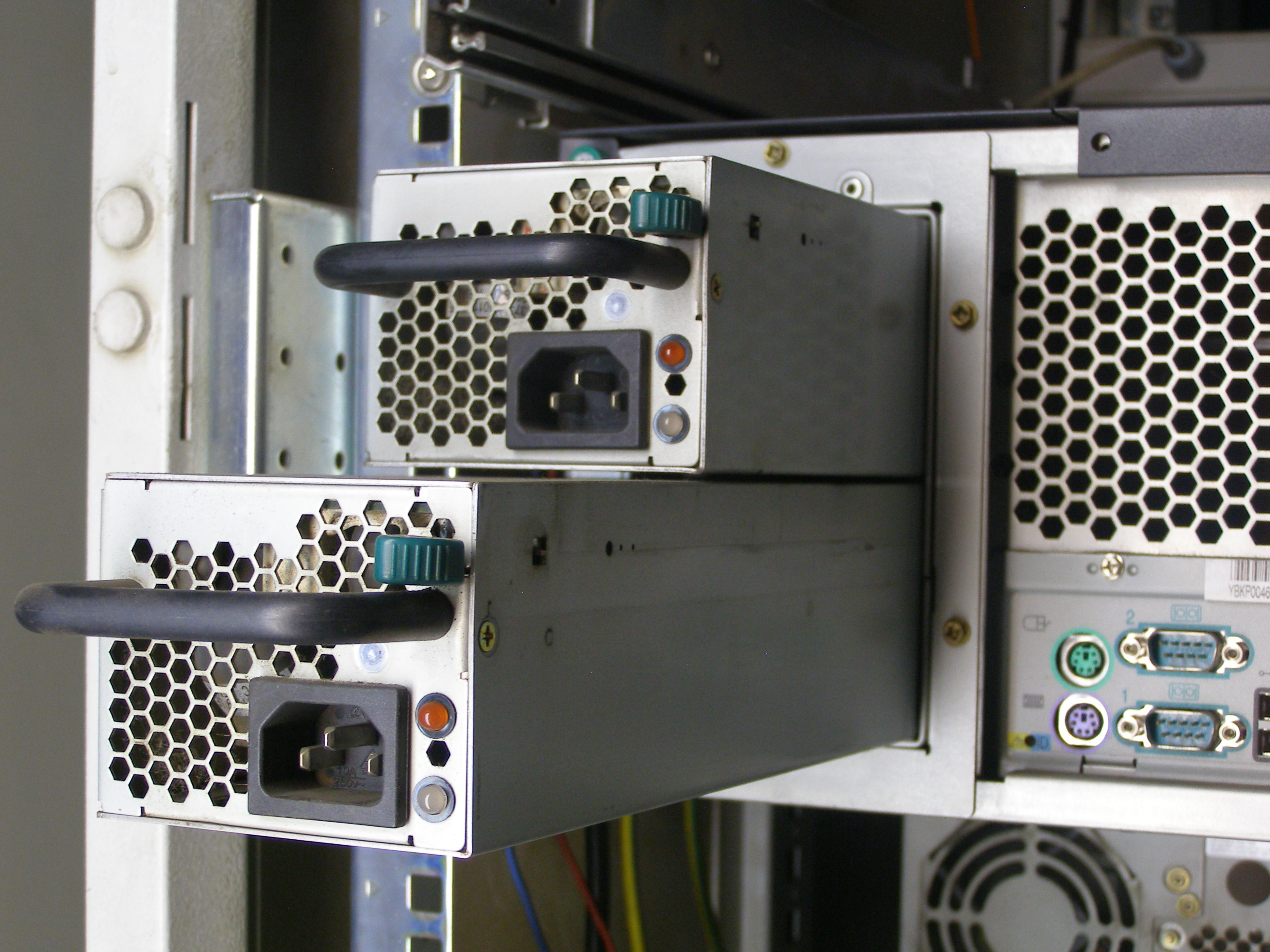
Dubbele verwisselbare voedingen.

De levensduur van een computervoeding wordt aangegeven in mean time between failures (MTBF). Dit is de gemiddelde storingsvrije levensduur en is afhankelijk van onder meer belasting, temperatuur en kwaliteit van de onderdelen. Een gemiddelde levensduur van 140 maanden of ruim 11 jaar is vrij gebruikelijk.
Wanneer een computervoeding wordt toegepast in servers of industriële computers, dan is het belangrijk dat het onderdeel vervangbaar is om de continuïteit te garanderen. Verwisselbare voedingen kunnen hot swappable zijn, dit betekent dat men de computervoeding kan verwisselen terwijl het apparaat in bedrijf is.

## Typen connectors
- ATX-stekker, levert alle spanningen naar het moederbord
- 12V-stekker, uitsluitend een 12V-rails
- ATX12V, een 4-pin stroomstekker voor de processor
- 4-pin randapparatuur, een kleine stekker voor randapparatuur, zoals een diskettestation
- 4-pin Molex-stekker, voor schijfstations en andere randapparatuur
- Serial ATA-stekker, een 15-polige stekker voor onderdelen met een SATA-stekker.

## Stekkerspecificaties

### AT-formaat

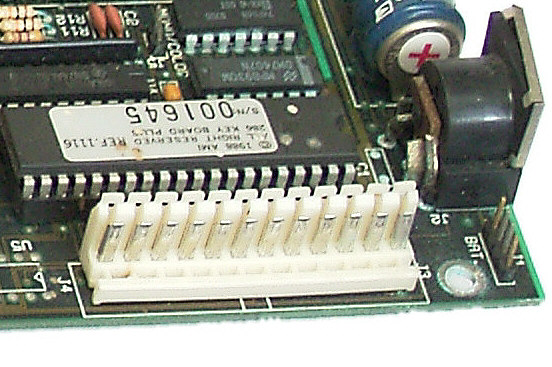
AT-aansluiting

| Kleur  | Pin | Signaal     |
| ------ | --- | ----------- |
| Oranje | 8.1 | spanning OK |
| Rood   | 8.2 | +5 V        |
| Geel   | 8.3 | +12 V       |
| Blauw  | 8.4 | −12 V       |
| Zwart  | 8.5 | massa       |
| Zwart  | 8.6 | massa       |
| Zwart  | 9.1 | massa       |
| Zwart  | 9.2 | massa       |
| Wit    | 9.3 | −5 V        |
| Rood   | 9.4 | +5 V        |
| Rood   | 9.5 | +5 V        |
| Rood   | 9.6 | +5 V        |

### Molex

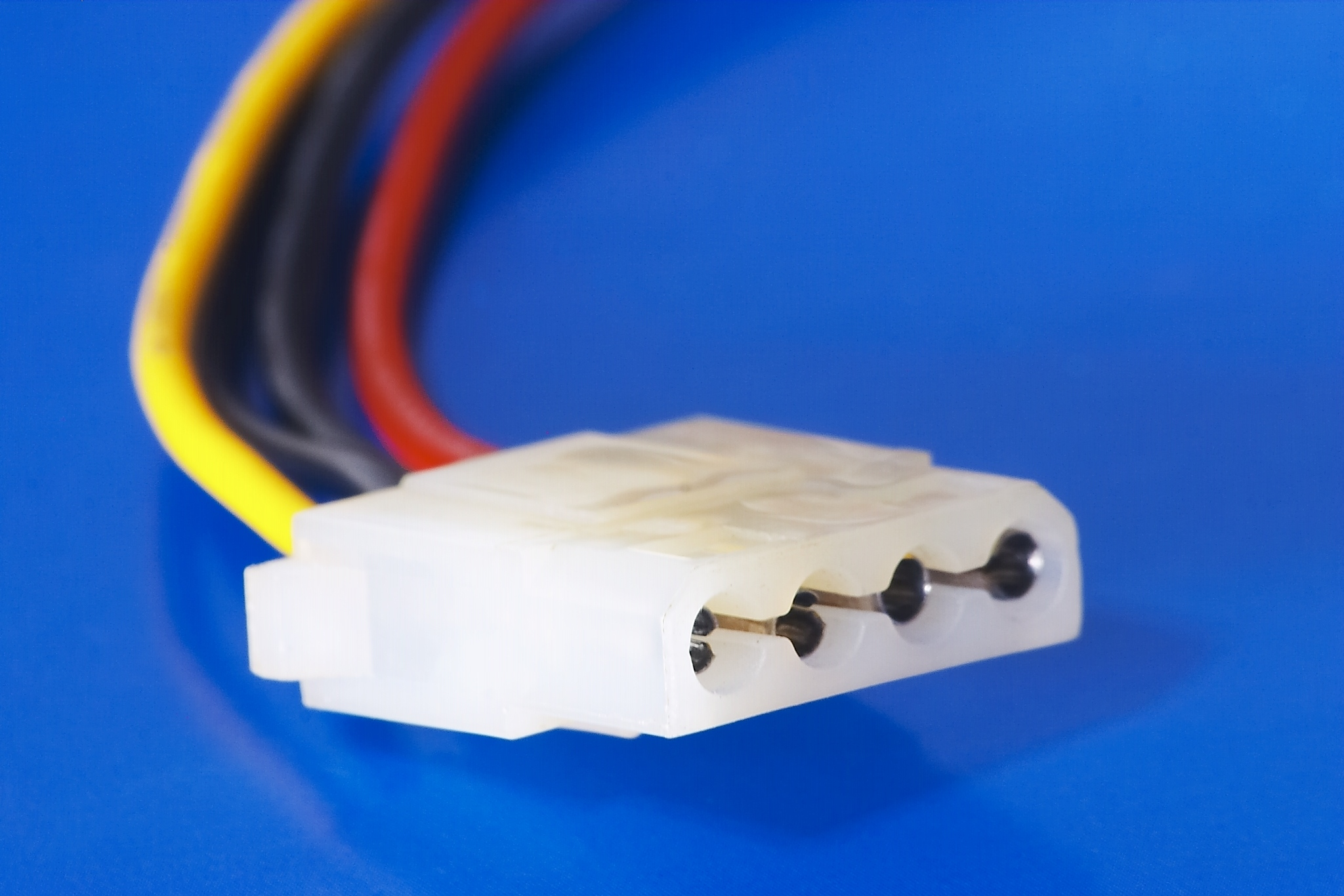
Molex-stekker

| Kleur | Pin | Signaal |
| ----- | --- | ------- |
| Geel  | 1   | +12V    |
| Zwart | 2   | massa   |
| Zwart | 3   | massa   |
| Rood  | 4   | +5 V    |

### ATX-formaat
| Kleur  | Signaal      | Pin | Pin 1   | Signaal    | Kleur  |
| ------ | ------------ | --- | ------- | ---------- | ------ |
| Oranje | +3,3 V       | 1   | 13 (11) | +3,3 V     | Oranje |
| Oranje | +3,3 V       | 2   | 14 (12) | −12 V      | Blauw  |
| Zwart  | massa        | 3   | 15 (13) | massa      | Zwart  |
| Rood   | +5 V         | 4   | 16 (14) | stroom aan | Groen  |
| Zwart  | massa        | 5   | 17 (15) | massa      | Zwart  |
| Rood   | +5 V         | 6   | 18 (16) | massa      | Zwart  |
| Zwart  | massa        | 7   | 19 (17) | massa      | Zwart  |
| Grijs  | spanning OK  | 8   | 20 (18) | −5 V       | Wit    |
| Paars  | +5V stand-by | 9   | 21 (19) | +5 V       | Rood   |
| Geel   | +12 V        | 10  | 22 (20) | +5 V       | Rood   |
| Geel   | +12 V        | 11  | 23      | +5 V       | Rood   |
| Oranje | +3,3 V       | 12  | 24      | massa      | Zwart  |

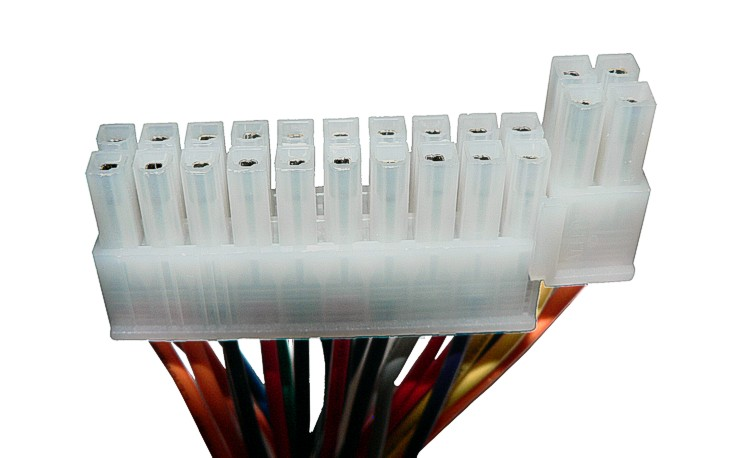
ATX 20-pin voeding met extra 4-pin uitbreiding.

noot 1: tussen haakjes de pin-out voor een 20-polige stekker.

## Afbeeldingen

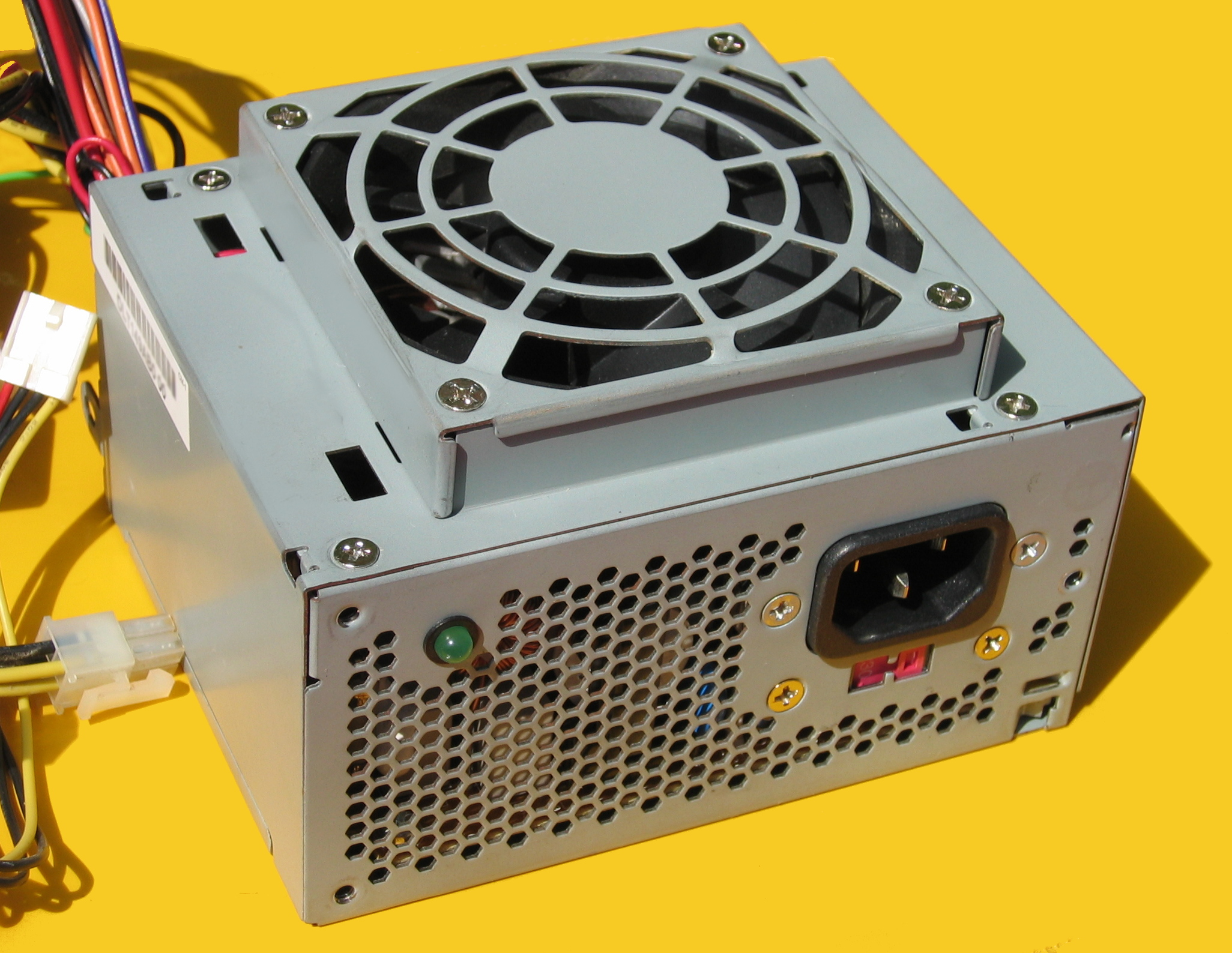
Een SFX-vormfactor
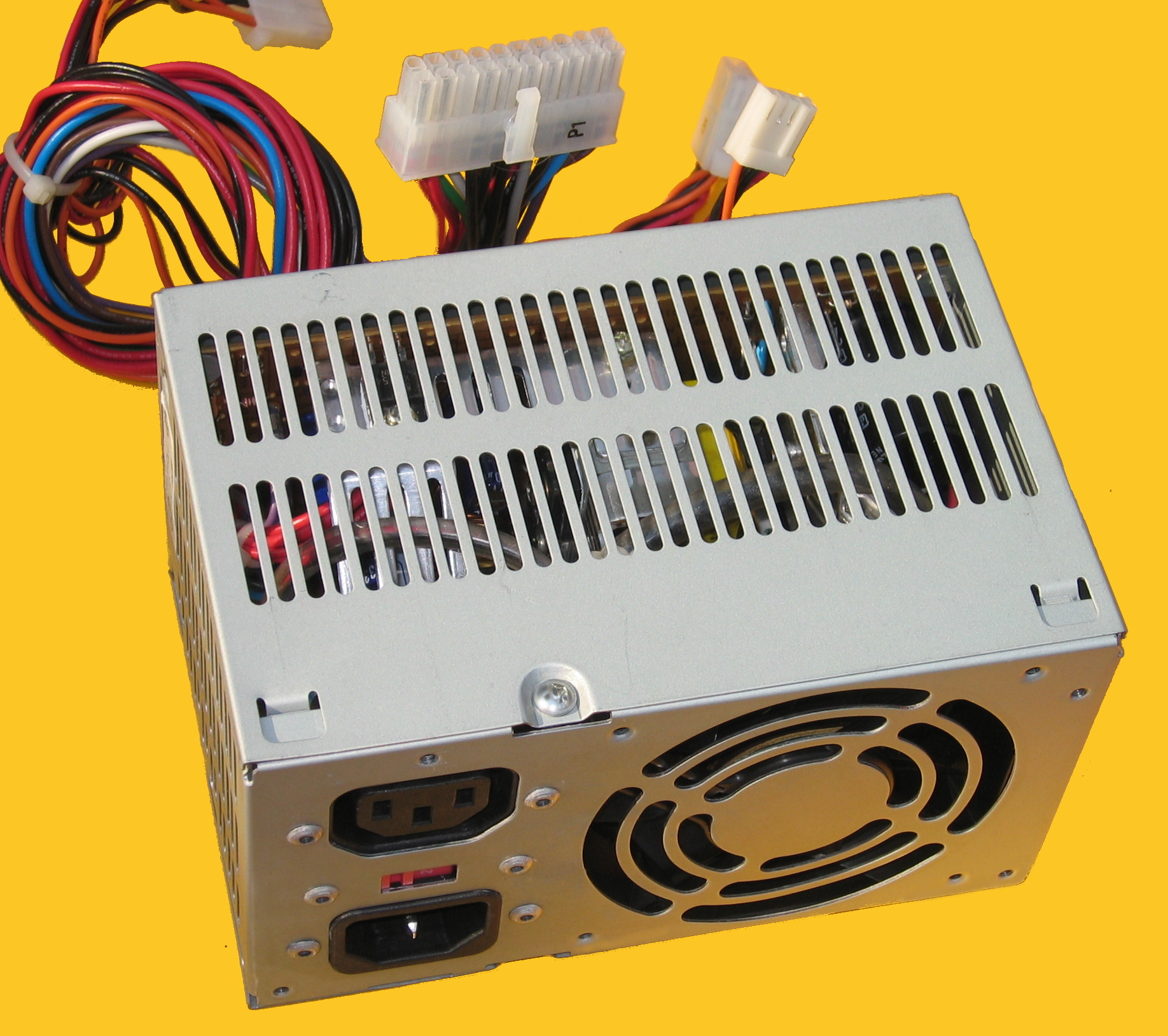
Een PS3-voeding met maximaal 300 watt vermogen
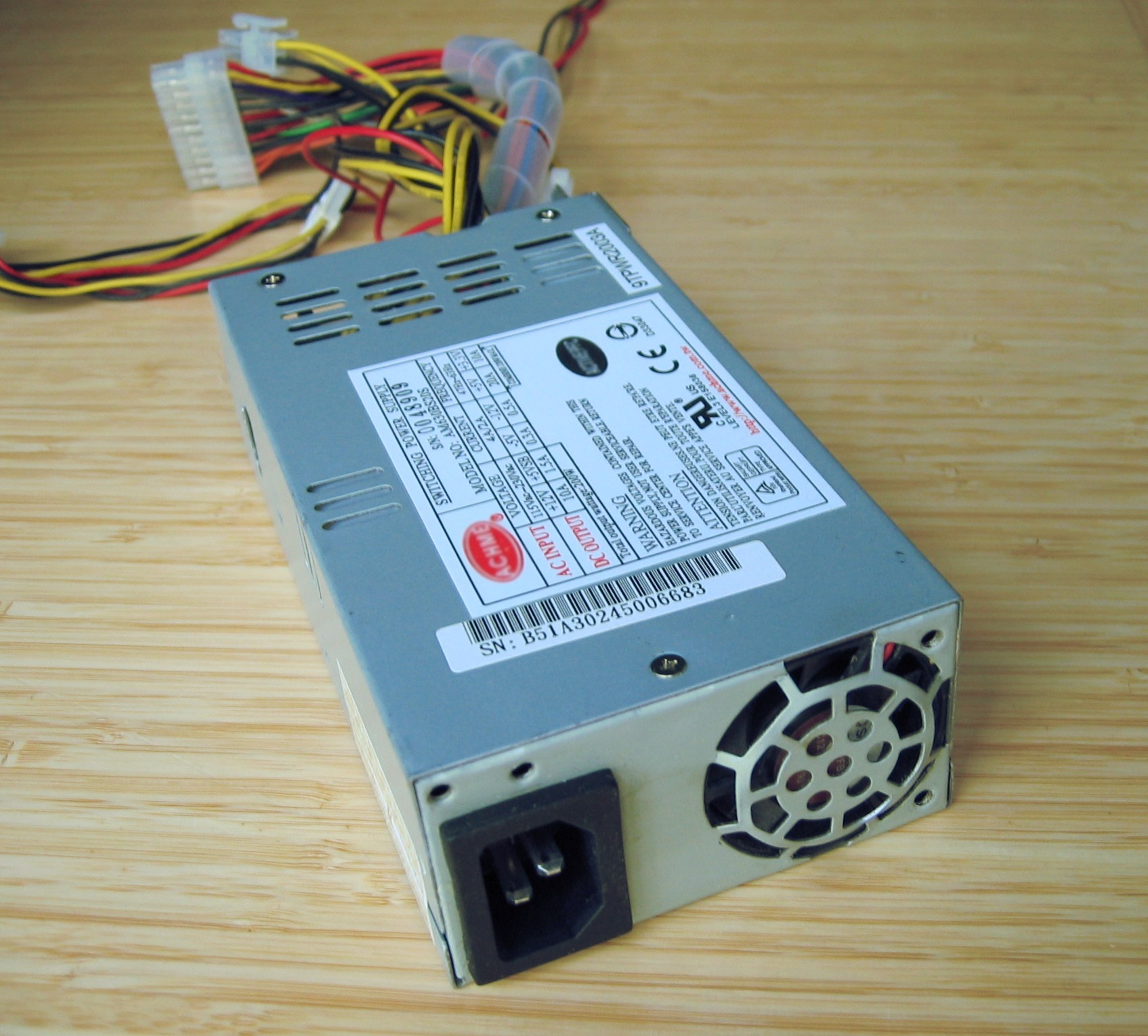
Een FlexATX-vormfactor